# General Dynamics–Grumman EF-111A Raven
General Dynamics–Grumman EF-111A Raven je letoun určený pro elektronický boj, který byl vyvinut jako náhrada strojů EB-66 Destroyer u amerického letectva. Jeho posádky a údržba jej často nazývaly „Spark-Vark“, jako slovní hříčka ve spojení se strojem F-111 „Aardvark“.
Letectvo Spojených států amerických uzavřelo  v roce 1974 smlouvu s firmou Grumman na přestavbu některých stávajících letounů General Dynamics F-111A na letoun pro elektronický boj a elektronická protiopatření (ECM). Letectvo uvažovalo nad letounem Grumman EA-6B Prowler, který byl ve službě u námořnictva, ale požadovalo letoun schopný průniku nadzvukovou rychlostí.
EF-111 vstoupil do služby v roce 1983 a sloužil až do svého vyřazení v roce 1998. Poté letectvo začalo záviset na námořních letounech a letounech námořní pěchoty pro elektronický boj EA-6B.

## Specifikace (EF-111A)
Zdroj: The Great Book of Modern Warplanes General Dynamics F-111 "Aardvark" Modern Fighting Aircraft

### Technické údaje
- Posádka: 2 (pilot a obsluha elektronických systémů)
- Délka: 23,17 m
- Rozpětí:
  - rozložené: 19,2 m
  - složené: 9,74 m
- Výška: 6,1 m
- Nosná plocha:
  - rozložené: 61,07 m²
  - složené: 48,77 m²
- Profil křídla: NACA 64-210.68 (u kořene), NACA 64-209.80 (na koncích)
- Štíhlost křídla: 7,56 rozložné; 1,95 složené (F-111D)
- Prázdná hmotnost: 25 072 kg
- Vzletová hmotnost: 31 751 kg
- Maximální vzletová hmotnost: 40 370 kg
- Pohonná jednotka: zpočátku 2× dvouproudový motor Pratt & Whitney TF30-P-3, později modernizován na TF30-P-9, každý o tahu 92,7 kN (TF30-P-9)

### Výkony
- Maximální rychlost:  Mach 2,2 (1 460 mph, 2 350 km/h); nad 30 000 stopami
- Dolet: 3 220 km
- Přeletový dolet: 6 110 km
- Maximální dostup: 13 715 m
- Počáteční stoupavost: 55,883 m/s
- Poměr tah/hmotnost: 0,598